# 알리 파르빈
알리 파르빈(페르시아어: علی پروین, Ali Parvin, 1946년 9월 25일 ~ )은 이란의 전 축구 선수이자 전 축구 지도자로 선수 시절 포지션은 미드필더였다.

## 선수 시절

### 클럽
1965년부터 1968년까지 키난 FC, 1968년부터 1970년까지 파이칸 FC에서 활동하며 파이칸의 1969년 테헤란 지역 리그 우승을 이끌었고 이후 1970년 페르세폴리스 FC로 트레이드된 후 1988년 은퇴할 때까지 선수 겸 감독으로 18년간 275경기 98골을 터뜨리며 이란 축구 리그 3회 우승 및 3회 준우승, 1979년 에스판디컵 우승, 테헤란 지역 리그 3회 우승 및 2회 준우승, 테헤란 하즈피컵 2회 우승 및 1981년 준우승을 거머쥐었으며 1970년대 이후 '페르세폴리스의 가장 훌륭한 12명의 선수' 중 하나에 이름을 올렸다.

### 국가대표팀
1970년 이란 A대표팀에 첫 승선한 이후 10년간 이란 대표팀의 주축 멤버로 활약하며 AFC 아시안컵 2회 연속 우승(1972년, 1976년), 1974년 아시안 게임 금메달, 1976년 하계 올림픽 8강에 크게 이바지했으며 1978년 FIFA 월드컵 본선에도 출전하였다. 이후 국제 A매치 통산 76경기 11골의 기록을 남기고 1980년 대표팀 은퇴를 선언했다.

## 지도자 경력
1982년부터 1988년까지 친정팀인 페르세폴리스의 선수 겸 감독으로 활약한 후 1989년부터 1993년까지 정식 감독으로 팀을 이끌며 하즈피컵 2회 우승, 1990-91년 아시안 컵위너스컵 우승, 1992-93년 아시안 컵위너스컵 준우승, 1992년 테헤란 지역 리그 준우승의 성과를 거두었고 또한 페르세폴리스 감독을 지내던 1989년부터 1993년까지 이란 대표팀의 감독을 겸임하며 1990년 아시안 게임 금메달을 이끌었다. 이후 1998년 페르세폴리스의 감독으로 복귀하여 2006년까지 1998-99 하즈피컵 우승, 이란 축구 리그 3회 우승의 금자탑을 쌓았으며 이에 대한 공로를 인정받아 2000년과 2002년 이란 축구 올해의 감독상과 2013년 페르세폴리스 명예의 전당에 이름을 올렸고 이듬해인 2014년에는 이란 축구 명예의 전당에 헌액되었다.